# The Bells (film, 1926)
Pour les articles homonymes, voir The Bells et The Bells (homonymie).
Pour plus de détails, voir Fiche technique et Distribution.
The Bells est un film américain de James Young sorti en 1926.

## Synopsis
Dans un petit village d'Alsace, Mathias tient une auberge avec son épouse Catharine. Il est un peu trop généreux avec ses clients, ce que lui reproche sa femme. D'autant que Mathias est endetté auprès de Jerome Frantz qui de son côté, lorgnant sur l'auberge, ne lui fera pas de cadeau. Il faut dire que la libéralité de l'aubergiste n'est pas tout à fait désintéressée : Mathias, qui compte se faire élire maire, fait du clientélisme.
L'argent est donc un souci majeur pour le couple, qui de plus a une fille à marier, la jolie Annette, et lui constituer une dot se rajoute au fardeau de la dette à rembourser. Or, voilà qu'un soir de tempête de neige un voyageur s'arrête dans son établissement pour s'y réchauffer. Il s'agit Baruch Koweski, un marchand ambulant juif polonais. Dans sa ceinture, de l'argent, beaucoup d'argent.

## Fiche technique
- Titre français et titre original : The Bells
- Réalisation : James Young
- Assistant réalisateur : Cliff Saum (non mentionné au générique)
- Scénario : James Young, d'après la pièce de théâtre Le Juif polonais d'Erckmann-Chatrian, de 1867 inspirée d'un conte populaire alsacien
- Photographie : L. William Warren
- Production : I.E. Chadwick
- Société de production et de distribution : Chadwick Pictures
- Pays de production : États-Unis
- Genre : Drame
- Format : Noir et blanc - film muet-1,33:1
- Genre : Drame
- Durée : 69 min
- Date de sortie :
  - États-Unis : 15 septembre 1926

Certification aux USA : Passed by the National Board of Review

## Distribution
- Lionel Barrymore : Mathias, l'aubergiste
- Caroline Frances Cooke : Catharine, sa femme
- Lola Todd : Annette, leur fille
- Gustav von Seyffertitz : Jerome Frantz
- Boris Karloff : le magnétiseur
- Eddie Phillips : le gendarme Christian, le fiancé d'Annette
- E. Alyn Warren : Baruch Koweski/son frère Jethro Koweski